# Domiševina
Domiševina (em cirílico: Домишевина) é uma vila da Sérvia localizada no município de Brus, pertencente ao distrito de Rasina. A sua população era de 64 habitantes segundo o censo de 2011.

## Demografia
| 1948 | 1953 | 1961 | 1971 | 1981 | 1991 | 2002 | 2011 |
| ---- | ---- | ---- | ---- | ---- | ---- | ---- | ---- |
| 200  | 229  | 270  | 230  | 163  | 147  | 104  | 64   |